# Porteño (cerro)
El Cerro Porteño es un montículo y otero de poca elevación, situado en el Departamento de Paraguarí, en la jurisdicción del municipio de la Ciudad de Paraguarí. Su pico es de 140 metros sobre el nivel del mar, similar al Cerro Lambaré. Pertenece al grupo de cerros de la Cordillera de Ybycuí.
Dicho otero lleva este nombre debido a que en sus cercanías se libró una batalla encabezada por el general Manuel Belgrano en un intento de liberar al Paraguay del yugo español e incorporarlo como una provincia más de la confederación Argentina. Tal intento fue un fracaso para las tropas porteñas.
En alusión a este lugar geográfico y esta batalla librada en 1811; un club famoso del balompié paraguayo lleva este nombre "Cerro Porteño".

## Ubicación
25°40′45″S 57°7′41″O / -25.67917, -57.12806
- Datos: Q6083158